# Força Voluntária do Povo do Delta do Níger
Força Voluntária do Povo do Delta do Níger (em inglês:  Niger Delta People's Volunteer Force, NDPVF) é um dos mais importantes grupos armados que operam na região do Delta do Níger, na Nigéria, e é composto principalmente por membros do maior grupo étnico da região, os ijós. 
Foi fundado em 2004 em uma tentativa de ganhar mais controle sobre os vastos recursos petrolíferos da região, particularmente no Estado do Delta, e esteve entre os protagonistas do conflito no Delta do Níger. A Força Voluntária do Povo do Delta do Níger frequentemente exige uma maior participação da riqueza do petróleo tanto do governo estadual quanto do governo federal e, ocasionalmente, apoiou a independência da região do Delta. O grupo foi fundado e é liderado por Mujahid Dokubo-Asari, que foi encarcerado por acusações de traição em 2005, mas que é visto por muitos moradores locais como um herói popular.
A Força Voluntária do Povo do Delta do Níger esteve envolvida em desvio de petróleo, ataques a infra-estrutura das empresas petrolíferas que operam na região do Delta e combates com grupos rivais.